# Inverness Town Steeple

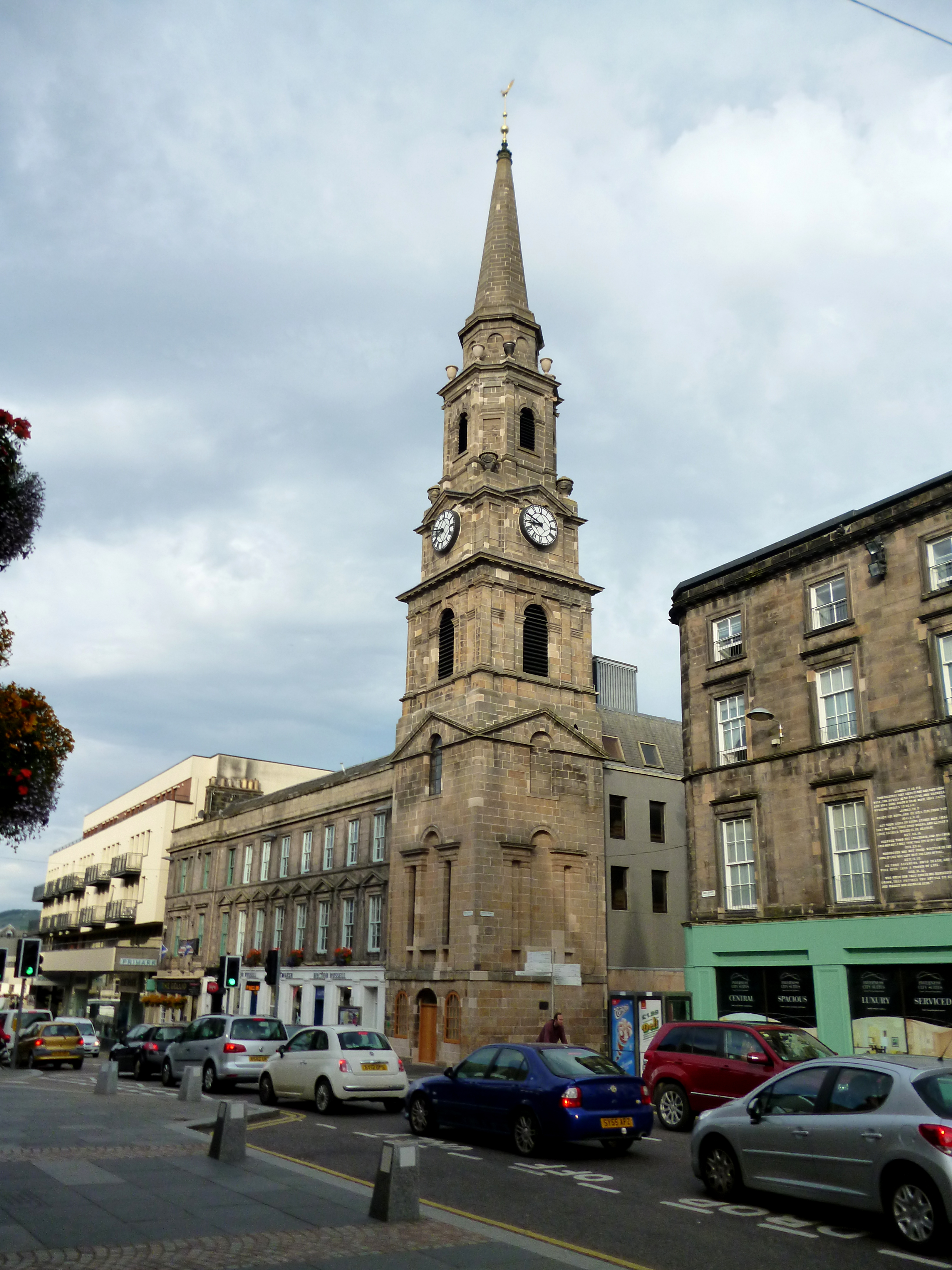
Inverness Town Steeple

Der Inverness Town Steeple ist Teil der ehemaligen Tolbooth der schottischen Stadt Inverness in der Council Area Highland. Das Gebäude wurde 1971 in die schottischen Denkmallisten in der höchsten Denkmalkategorie A aufgenommen. Zusammen mit dem angrenzenden ehemaligen Justizgebäude unter der Adresse 4–14 Bridge Street bildet der Turm außerdem ein Denkmalensemble der Kategorie A.

## Geschichte
1436 erwarb der Burgh Inverness das Landstück von Christine Makferry, um dort eine Tolbooth zu errichten. 1593 ist dort ein Turm beschrieben, der 1663 abgebrochen wurde. Um 1690 wurde dort durch James Dick ein neuer Turm errichtet, zu dessen Bau Steinmaterial der zerstörten Brücke wiederverwendet wurde. Mit der Installation der Turmuhr durch Thomas Kilgour galt der Bau 1692 als abgeschlossen. Verschiedene Einrichtungen der Tolbooth waren zwischenzeitlich, unter anderem in das „Bridge House“, ausgelagert worden. Dass dieses 1688 als unzureichend erachtet wurde, mündete in dem Bau des Vorgängers des Inverness Town House gegenüber dem Inverness Town Steeple und der angeschlossenen Tolbooth im Jahre 1708. Nachdem der Town Steeple mit seinen Gefängniszellen 1732 instand gesetzt worden war, wurde der Tolbooth-Komplex 1787 als veraltet und unzureichend erachtet.
Die Tolbooth diente nicht ausschließlich dem Burgh Inverness, sondern erfüllte auch Funktionen der nördlichen Grafschaften der Highlands, weshalb auf einen Neubau gedrängt wurde. In Vorbereitung auf den Neubau erwarb der Burgh umliegende Grundstücke. Der Stadtturm wurde außerdem als einsturzgefährdet betrachtet, weshalb zusätzlich zu den neuen Kammern der heutige Inverness Town Steeple am Standort neu aufgebaut wurde. Die Arbeiten begannen im April 1789, wobei der Grundstein für den neuen Turm im August desselben Jahres gelegt werden konnte. Zwei Jahre später waren die Arbeiten abgeschlossen. Als Planer des Inverness Town Steeples gilt der schottische Architekt Alexander Laing. Als Experte für Turmbauten wurde Alexander Stevens mit der Ausführung des oberen Turmsegments betraut. Die Baukosten in Höhe von 1598 £ wurden durch Darlehen, den Verkauf wiederverwendbaren Abbruchmaterials sowie den Schatz des Burghs aufgebracht. Die mit 105 £ zu Buche schlagenden Turmuhren stiftete der Politiker Hector Munro, der zur Bauzeit den Wahlkreis Inverness Burghs im House of Commons vertrat. 1816 beschädigte ein Erdstoß den Turmhelm. Zwölf Jahre später wurde er instand gesetzt. Mit dem Bau eines neuen Justizgebäudes im Jahre 1848 wurden weite Nutzungszwecke der Tolbooth an einen neuen Standort verlagert. Im Nachgang wurde das Gebäude 1853 zu einem Geschäftsgebäude umgenutzt.

## Beschreibung
Der Inverness Town Steeple steht an prominenter Position an der Einmündung der Church Street in die Bridge Street im historischen Stadtzentrum von Inverness nahe rechten Ness-Ufer. In direkter Umgebung befinden sich Inverness Castle und das Inverness Town House. Das angrenzende ehemalige Justizgebäude befindet sich unter der Adresse 4–14 Bridge Street.
Der 43 Meter hohe Turm weist einen quadratischen Grundriss auf. Er besteht aus sieben, sich nach oben verjüngenden Elementen. Das Mauerwerk des klassizistisch ausgestalteten Bauwerks besteht aus Steinquadern, die zu einem Schichtenmauerwerk aufgemauert wurden. An der südexponierten Hauptfassade entlang der Bridge Street ist ebenerdig ein Rundbogenportal mit flankierenden Rundbogenfenstern eingelassen. Der zweite Abschnitt umfasst zwei Geschosse. Er ist mit hohen venezianischen Fenstern mit blindem Mittelfenster ausgestaltet. Die darüberliegenden Rundbogenfenster durchbrechen den schließenden Dreiecksgiebel. Der dritte Turmabschnitt ist mit Rundbogenöffnungen mit ornamentierten Schlusssteinen und flankierenden dorischen Pilastern, die ein wuchtiges Kranzgesims tragen gestaltet. Auf Höhe des Kämpfers läuft ein profiliertes Ziergesims um. Darüber sind allseitig Turmuhren eingelassen. Sie durchbrechen die schließenden Dreiecksgiebel, die in ein umlaufendes Kranzgesims integriert sind. Das Fußelement des Turmabschlusses weist bereits einen ungleichseitigen oktogonalen Grundriss auf. Es sind Rundbogenöffnungen eingelassen, die von ionischen Pilastern flankiert werden. Die oktogonale Helmbasis ist mit blinden Rundöffnungen ausgestaltet. Der oktogonale Helm schließt mit einer vergoldeten Kugel mit Wetterhahn.